# Rosetta (groupe)
 (mai 2024).
La mise en forme du texte ne suit pas les recommandations de Wikipédia : il faut le « wikifier ».
Les points d'amélioration suivants sont les cas les plus fréquents. Le détail des points à revoir est peut-être précisé sur la page de discussion.
- Les titres sont pré-formatés par le logiciel. Ils ne sont ni en capitales, ni en gras.
- Le texte ne doit pas être écrit en capitales (les noms de famille non plus), ni en gras, ni en italique, ni en « petit »…
- Le gras n'est utilisé que pour surligner le titre de l'article dans l'introduction, une seule fois.
- L'italique est rarement utilisé : mots en langue étrangère, titres d'œuvres, noms de bateaux, etc.
- Les citations ne sont pas en italique mais en corps de texte normal. Elles sont entourées par des guillemets français : « et ».
- Les listes à puces sont à éviter, des paragraphes rédigés étant largement préférés. Les tableaux sont à réserver à la présentation de données structurées (résultats, etc.).
- Les appels de note de bas de page (petits chiffres en exposant, introduits par l'outil «  Source ») sont à placer entre la fin de phrase et le point final[comme ça].
- Les liens internes (vers d'autres articles de Wikipédia) sont à choisir avec parcimonie. Créez des liens vers des articles approfondissant le sujet. Les termes génériques sans rapport avec le sujet sont à éviter, ainsi que les répétitions de liens vers un même terme.
- Les liens externes sont à placer uniquement dans une section « Liens externes », à la fin de l'article. Ces liens sont à choisir avec parcimonie suivant les règles définies. Si un lien sert de source à l'article, son insertion dans le texte est à faire par les notes de bas de page.
- La présentation des références doit suivre les conventions bibliographiques. Il est recommandé d'utiliser les modèles {{Ouvrage}}, {{Chapitre}}, {{Article}}, {{Lien web}} et/ou {{Bibliographie}}. Le mode d'édition visuel peut mettre en forme automatiquement les références.
- Insérer une infobox (cadre d'informations à droite) n'est pas obligatoire pour parachever la mise en page.

Pour une aide détaillée, merci de consulter Aide:Wikification.
Si vous pensez que ces points ont été résolus, vous pouvez retirer ce bandeau et améliorer la mise en forme d'un autre article.
Pour les articles homonymes, voir Rosetta.
Rosetta est un groupe de post-metal américain originaire de Philadelphie, en Pennsylvanie, incorporant des éléments de post-hardcore, shoegazing, drone, post-rock, avant-garde et ambient, avec des influences aussi diverses tel que Neurosis et Isis, My Bloody. Valentine, Frodus et Stars of the Lid. Le groupe décrit lui-même sa musique avec humour comme du « métal pour astronautes », et ses membres sont très intéressés par l'astronomie et les voyages spatiaux,.

## Biographie
Les membres de Rosetta ce connaissaient déjà au lycée et avaient joué dans divers groupes jusqu'à ce qu'ils décident de jouer un concert de dernière minute le 20 août 2003, après seulement trois séances d'entraînement, et improvisent tout le spectacle. À la suite de cela, ils ont commencé à écrire plus de chansons, à jouer plus de spectacles et finalement à enregistrer un album démo de quatre chansons, qui a suscité l'intérêt de Translation Loss Records. Le nom du groupe ne vient pas de la pierre de Rosette.
Leur premier album, The Galilean Satellites, comportait deux disques distincts d'une heure (un de musique plus orientée métal et un d'ambiance) qui se synchronisent ensemble. Bien qu'à l'origine destiné à être un disque de morceaux métalliques pris en sandwich par des morceaux ambiants, le groupe avait suffisamment de matériel pour couvrir deux disques.
Le deuxième album du groupe, Project Mercury, un split avec Balboa, est sorti le 24 avril 2007. Après une tournée complète aux États-Unis en juillet, le deuxième album du groupe, intitulé Wake/Lift, est sorti le 2 octobre, toujours via Translation Loss. La sortie de Wake/Lift a été accompagnée d'une sélection de tournées aux États-Unis et suivie d'une tournée australienne en juin 2008.
Le troisième album complet de Rosetta, intitulé A Determinism of Morality, est sorti le 25 mai 2010 et a été suivi cet été par la première tournée américaine complète du groupe en trois ans. En octobre, le groupe sort un split LP avec le groupe de Philadelphie Restorations, sur Cavity Records, contenant un morceau inédit qui avait été enregistré en décembre 2007.
En 2012, le groupe a annoncé son retour en Europe en juillet, suivi de sa deuxième tournée en Australie. La tournée était accompagnée d'un split avec les partenaires de tournée City Of Ships, publié par le label indépendant australien Bird's Robe Records.

## Discographie
Albums studios
- The Galilean Satellites (Translation Loss, 2005)
- Wake/Lift (Translation Loss, 2007)
- A Determinism of Morality (Translation Loss, 2010)
- The Anaesthete (auto-publié, 2013)
- Quintessential Ephemera (auto-publié, 2015)
- Utopioid (auto-publié, 2017)

EP
- The Cleansing Undertones of Wake/Lift (Translation Loss, 2007)
- Flies to Flame (Translation Loss, 2014)
- Sower of Wind (self released, 2019)
- Terra Sola (self released, 2019)

Bande sonore
- Rosetta: Audio/Visual Original Score  (self released, 2015)

Splits
- Project Mercury with Balboa (Level Plane, 2007)
- Three way split with Year of No Light and East of the Wall (Translation Loss, 2009)
- Split with Restorations (Cavity Records, 2010)
- Junius / Rosetta with Junius (Translation Loss Records / The Mylene Sheath, 2011)
- City of Ships / Rosetta (Bird's Robe Records, July 2012)

Compilations
- A Dead-Ender's Reunion (auto-publié, 2016)

Démos
- Démo (auto-publiée, 2004)

## Membres
- Michael Armine - chant principal, claviers, synthétiseurs, échantillons, effets (2003-présent)
- David Grossman - guitare basse, chœurs (2003-présent)
- Bruce McMurtrie Jr. - batterie (2003-présent)
- J. Matthew Weed - guitare, violon, piano, chœurs (2003-présent)
- Eric Jernigan - guitare, chœurs (2014-présent)